# (200113) 1995 UL69
(200113) 1995 UL69 es un asteroide perteneciente al cinturón de asteroides, descubierto el 19 de octubre de 1995 por el equipo del Spacewatch desde el Observatorio Nacional de Kitt Peak, Arizona, Estados Unidos.

## Designación y nombre
Designado provisionalmente como 1995 UL69.

## Características orbitales
1995 UL69 está situado a una distancia media del Sol de 2,181 ua, pudiendo alejarse hasta 2,334 ua y acercarse hasta 2,027 ua. Su excentricidad es 0,070 y la inclinación orbital 2,297 grados. Emplea 1176,67 días en completar una órbita alrededor del Sol.

## Características físicas
La magnitud absoluta de 1995 UL69 es 17,7.